# Модель системы безопасности с полным перекрытием
Модель системы безопасности с полным перекрытием — это наиболее общая модель защиты автоматизированных систем, базирующаяся на том, что система безопасности должна иметь по крайней мере одно средство, обеспечивающее безопасность любого потенциального канала утечки информации.

## Методика описания системы
Шаг 1. Полностью перечислить все объекты системы, подлежащие защите от воздействий нарушителя на информационную систему.
На данном этапе точно определяют каждую область, которая требует защиты. Так формируется набор объектов O.
Шаг 2. Полностью перечислить все возможные варианты действий злоумышленников, то есть указать все потенциальные угрозы информации.
С каждым объектом защиты, определенным на шаге 1, связывают действия, которые может совершить нарушитель, чтобы получить несанкционированный доступ к информации в системе. Так формируется набор угроз информационной безопасности T.
Шаг 3. Определить в количественном выражении меры соответствующей угрозы для каждого указанного ранее объекта.
Каждая угроза, обозначенная на шаге 2, имеет вероятность появления, что и определяется на данном этапе. Таким образом, в результате образуется двухдольный граф, где ребро (ti,оj) обозначает, что угроза ti позволяет получить доступ к объекту оj. При этом следует помнить, что каждая угроза может подвергать опасности сразу несколько объектов, а также каждый объект может подвергаться воздействию нескольких угроз.
Шаг 4. Сформировать средства защиты информации в системе.
Цель средств защиты - создать барьер для доступа к информации по каждому ребру графа. Так формируется набор средств обеспечения защиты информации M. Одно и то же средство безопасности может защищать несколько объектов и противостоять нескольким угрозам.
Шаг 5. Определить в количественном выражении меры возможности противодействия. Если данные меры превышают уровень угрозы, то такая система защиты считается достаточной.
Двухдольный граф преобразуется в трехдольный за счет появления набора M. Набор M в некоторой мере обеспечивают сопротивление злоумышленным действиям. При этом в графе ребро (ti,oj) обозначает незащищенный объект. На данном этапе также определяют степень защищенности системы за счет сопоставления каждой дуге весового количественного коэффициента.

## Разновидность модели
Модель системы разграничения доступа к ресурсам системы называют разновидностью модели с полным перекрытием. 
К одним и тем же ресурсам могут обращаться несколько пользователей, при этом если ресурсы требуют защиты, то доступ к ним осуществляется лишь при наличии у пользователя полномочий на это. 

## Недостатки
Данная модель имеет некоторые существенные недостатки:
1. На практике зачастую довольно сложно определить все пути злоумышленных действий по отношению к системе, что ухудшает адекватность результатов действий по данной модели;
2. Отсутствие ребра (ti,oj) не означает, что система полностью защищена;
3. Не учитываются затраты на защиту системы и получаемый от этого эффект.